# The Garden of Love (poesia)
The Garden of Love (in italiano Il giardino dell'amore) è una poesia del poeta romantico William Blake. È stata pubblicata nel 1794 come parte di Songs of Innocence and of Experience, raccolta formata da due libri, Songs of Innocence e Songs of Experience; di quest'ultimo fa parte The Garden of Love.

## Temi
Scrivendo The Garden of Love Blake affronta il tema dello stato dell'esperienza, cioè la maturità, come un momento in cui i naturali istinti sessuali e le gioie sono censurate da comandamenti sociali e religiosi, a differenza dell'infanzia, stato ingenuo e felice.
L'infanzia, la cui innocenza e libertà è simboleggiata dal Giardino dell'amore del passato, è presentata attraverso dolci ricordi di gioco nel Giardino; i fiori caratteristici di quel tempo, ora sono sostituiti da una cappella coi cancelli chiusi, un cimitero e irti cespugli di rovi che intrappolano "le sue gioie ed i suoi desideri" (my joys and desires).
I riferimenti alla cappella ed ai preti in tunica nera sono mirati a colpire la Chiesa come Istituzione, la cui moralità forzata e la fede opprimente era sentita in modo negativo da Blake. L'attacco alle autorità ecclesiastiche è ripreso anche dall'immagine affiancata alla poesia dal poeta stesso, che era anche un pittore ed incisore: mostra tre personaggi, un prete e due bambini, che pregano in un giardino pieno di piante di vite, davanti ad una lapide; oltretutto, le linee che si insinuano tra i versi della poesia non sono mera decorazione ma una ripresa del tema delle piante che si aggrovigliano e imprigionano gioie e desideri.
Ma non è la figura divina quella contro cui Blake si ribella: è la sola istituzione ecclesiastica; il verso:
And ‘Thou shalt not’ writ over the door;»
e "Tu non devi" scritto sulla porta;»
(The Garden of Love, versi 6-7)
sottolinea come la cappella, luogo di incontro con Dio, abbia i cancelli chiusi e non sia pertanto aperta a tutti. L'incontro con Dio, sostiene Blake, dovrebbe essere invece aperto a tutti mentre ora è chiuso come il poeta "non ha mai visto prima" (I never had seen). Il verso sette "And ‘Thou shalt not’ writ over the door;" riprende il tema delle proibizioni. Thou shalt not è l'inizio dei Dieci comandamenti.

## Testo
I went to the Garden of Love,

And saw what I never had seen;

A Chapel was built in the midst,

Where I used to play on the green.

And the gates of this Chapel were shut,

And ‘Thou shalt not’ writ over the door;

So I turned to the Garden of Love

That so many sweet flowers bore.

And I saw it was filled with graves,

And tombstones where flowers should be;

And priests in black gowns were walking their rounds,

And binding with briars my joys and desires.
```
(it)
```

Sono andato nel giardino dell'amore

E ho visto ciò che non avevo mai visto

Una cappella era costruita nel mezzo

Nel giardino dove di solito giocavo

E i cancelli della cappella erano Chiusi

E "Tu non devi" era scritto sulla porta

Così mi voltai dal giardino dell'amore 

Che produceva molti fiori colorati

E io ho visto che era pieno di tombe,

E lapidi dove invece ci sarebbero dovuti essere i fiori;

E preti in abiti neri vi camminavano intorno,

Incatenando con rovi i miei sogni e desideri